# Bertelli (cognome)
Bertelli è un cognome di lingua italiana.

## Varianti
Bertella, Bertelle, Bertellini, Bertellino, Bertello, Bertelloni, Bertellotti.

## Origine e diffusione
Il cognome è tipicamente settentrionale.
Potrebbe derivare dal germanico berth, "lucente, illustre", o dalla contrazione di un nome contenente lo stesso elemento, risultando quindi una variante del cognome Berti; in alcuni casi tuttavia potrebbe derivare da un toponimo.
In Italia conta circa 3433 presenze.
La variante Bertella è bresciana e spezzina; Bertelle è bellunese; Bertellini è mantovano; Bertellino è tipicamente torinese; Bertello compare nel Piemonte occidentale; Bertelloni è tipico del massese; Bertellotti è lucchese.

## Sergio Bertelli, storico
- Ferrando Bertelli – incisore italiano
- Flavio Bertelli – pittore italiano
- Flavio Bertelli – scrittore italiano